# McKenzie Browne
McKenzie Browne (ur. 12 września 1995 w Allentown) – amerykańska łyżwiarka szybka, srebrna medalistka mistrzostw świata.

## Kariera
Na mistrzostwach świata na dystansach w Heerenveen w 2023 zdobyła srebrny medal w sprincie drużynowym. Na tej samej imprezie zajęła 21. miejsce w biegu na 500 m. 
Wywalczyła złoto w sprincie drużynowym na mistrzostwach czterech kontynentów w Calgary (2022). W biegu na 500 m była tam ósma.